# Frederik Helstrup
Frederik Helstrup Jensen (Kopenhagen, 16 maart 1993) is een Deens voetballer die als verdediger voor Almere City FC speelt.

## Carrière
Frederik Helstrup speelde in de jeugd van Gladsaxe-Hero BK, Virum-Sorgenfri BK en Lyngby BK. Voor laatstgenoemde club debuteerde hij op 14 augustus 2011 in de Superligaen tegen AC Horsens. Hij werd al snel een vaste basisspeler in het elftal wat naar de 1. division degradeerde. Hij speelde een seizoen op het tweede niveau, waarna hij in 2013 naar competitiegenoot AC Horsens vertrok. In 2015 werd hij een half seizoen aan het Zweedse Helsingborgs IF verhuurd, wat hem daarna definitief overnam. Met deze club degradeerde hij in 2016 uit de Allsvenskan en na een half jaar in de Superettan vertrok hij naar het Poolse Arka Gdynia. In 2020 vertrok hij transfervrij naar Almere City FC, waar hij een contract tot medio 2022 tekende.

### Statistieken
| Seizoen                                                | Club              | Land           | Competitie     | Competitie | Competitie | Beker | Beker | Overig* | Overig* | Totaal | Totaal |
| Seizoen                                                | Club              | Land           | Competitie     | Wed.       | Dlp.       | Wed.  | Dlp.  | Wed.    | Dlp.    | Wed.   | Dlp.   |
| ------------------------------------------------------ | ----------------- | -------------- | -------------- | ---------- | ---------- | ----- | ----- | ------- | ------- | ------ | ------ |
| 2011/12                                                | Lyngby BK         | Denemarken     | Superligaen    | 17         | 1          | 1     | 0     | –       | –       | 18     | 1      |
| 2012/13                                                | Lyngby BK         | Denemarken     | 1. division    | 14         | 0          | 0     | 0     | –       | –       | 14     | 0      |
| 2013/14                                                | Lyngby BK         | Denemarken     | 1. division    | 4          | 2          | 0     | 0     | –       | –       | 4      | 2      |
| 2013/14                                                | AC Horsens        | Denemarken     | 1. division    | 18         | 1          | 4     | 0     | –       | –       | 22     | 1      |
| 2014/15                                                | AC Horsens        | Denemarken     | 1. division    | 17         | 0          | 2     | 0     | –       | –       | 19     | 0      |
| 2015                                                   | → Helsingborgs IF | Zweden         | Allsvenskan    | 13         | 0          | 0     | 0     | –       | –       | 13     | 0      |
| 2015                                                   | Helsingborgs IF   | Zweden         | Allsvenskan    | 17         | 0          | 1     | 0     | –       | –       | 18     | 0      |
| 2016                                                   | Helsingborgs IF   | Zweden         | Allsvenskan    | 26         | 2          | 4     | 0     | 2       | 0       | 32     | 2      |
| 2017                                                   | Helsingborgs IF   | Zweden         | Superettan     | 8          | 0          | 3     | 0     | –       | –       | 11     | 0      |
| 2017/18                                                | Arka Gdynia       | Polen          | Ekstraklasa    | 29         | 0          | 5     | 0     | –       | –       | 34     | 0      |
| 2018/19                                                | Arka Gdynia       | Polen          | Ekstraklasa    | 29         | 1          | 0     | 0     | 1       | 0       | 30     | 1      |
| 2019/20                                                | Arka Gdynia       | Polen          | Ekstraklasa    | 16         | 0          | 0     | 0     | –       | –       | 16     | 0      |
| 2020/21                                                | Almere City FC    | Nederland      | Eerste divisie | 0          | 0          | 0     | 0     | –       | –       | 0      | 0      |
| Carrièretotaal                                         | Carrièretotaal    | Carrièretotaal | Carrièretotaal | 208        | 7          | 20    | 0     | 3       | 0       | 231    | 7      |
| *Bevat wedstrijden uit play-offs en de Poolse supercup |                   |                |                |            |            |       |       |         |         |        |        |
| Bijgewerkt op 26 juli 2020                             |                   |                |                |            |            |       |       |         |         |        |        |